# Endogenia (biología)
Las sustancias y procesos endógenos son aquellos que se originan dentro de un sistema vivo, como un organismo, tejido o célula.
Por el contrario, las sustancias y procesos exógenos son aquellos que se originan fuera de un organismo.
Por ejemplo, el estradiol es una hormona de estrógeno endógena producida dentro del cuerpo, mientras que el etinilestradiol es un estrógeno sintético exógeno, comúnmente utilizado en las píldoras anticonceptivas.